# تلسکوپ آناستیگماتیک سه آینه

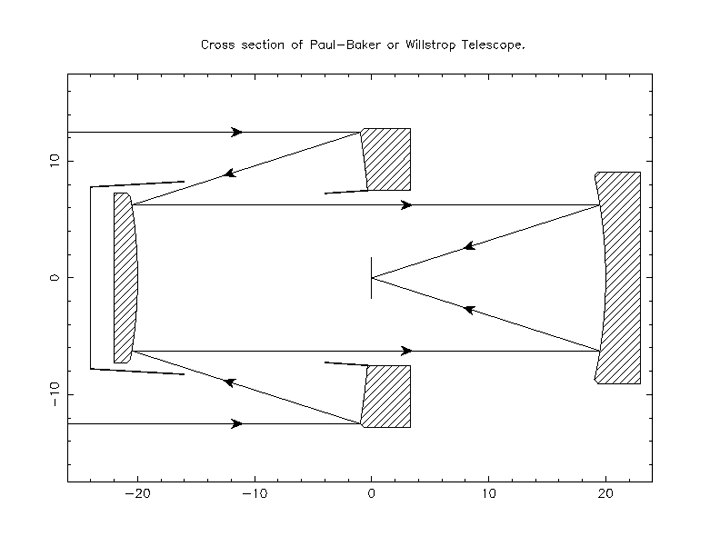
آناستیگمات سه آینه‌ای شکل پل یا پل-بیکر. طرح پل دارای یک اولیه سهموی با آینه‌های ثانویه و سوم کروی است. طراحی پل-بیکر ثانویه را کمی تغییر می‌دهد تا سطح کانونی را صاف کند.

تلسکوپ آناستیگماتیک سه آینه (انگلیسی: Three-mirror anastigmat) تلسکوپ آناستیگماتی است که با سه آینه منحنی ساخته شده که به آن امکان می‌دهد که هر سه انحراف نوری اصلی - انحراف کروی، کما و آستیگماتیسم را به حداقل برساند. این در درجه اول برای فعال کردن میدان دید وسیع، بسیار بزرگتر از آنچه در تلسکوپ‌های تنها با یک یا دو سطح منحنی ممکن است، استفاده می‌شود.
تلسکوپی که فقط یک آینه خمیده دارد، مانند تلسکوپ نیوتنی، همیشه دارای انحرافات است. اگر آینه کروی باشد دچار انحراف کروی می‌شود. اگر آینه به صورت سهمی ساخته شود، برای اصلاح انحراف کروی، لزوماً دچار کما و آستیگماتیسم خارج از محور می‌شود. با دو آینه خمیده، مانند تلسکوپ ریچی–کریتین، کما را نیز می‌توان به حداقل رساند. این امکان میدان دید مفید بزرگ‌تری را فراهم می‌کند و آستیگماتیسم باقی‌مانده در اطراف اجسام تحریف‌شده متقارن است و امکان اخترسنجی در سراسر میدان دید وسیع را فراهم می‌کند. با این حال، آستیگماتیسم را می‌توان با گنجاندن عنصر نوری خمیده سوم کاهش داد. هنگامی که این عنصر یک آینه است، نتیجه یک آناستیگمات سه آینه است. در عمل، طراحی ممکن است شامل هر تعداد آینه تاشو تخت نیز باشد که برای خم کردن مسیر نوری به پیکربندی‌های راحت‌تر استفاده می‌شود.

## تاریخچه
بسیاری از ترکیبات سه آینه را می‌توان برای لغو تمام انحرافات مرتبه سوم استفاده کرد. به‌طور کلی، اینها نیاز به حل مجموعه‌ای از معادلات نسبتاً پیچیده دارند. با این حال، چند پیکربندی به اندازهٔ کافی ساده هستند که می‌توان آنها را از چند مفهوم بصری طراحی کرد.